# داره خورما سيد غريب
قرية داره خورما سيد غريب (بالكردية: دارەخورمای سەیدغەریب)‏ هي إحدى قرى ناحية قورة تو في قضاء خانقين ضمن الحدود الإدارية لمحافظة السليمانية لأنها ضمن مناطق إدارة كرميان في إقليم كردستان العراق.